# I Am Groot
I Am Groot američka je animirana je televizijska serija kratkih filmova autora Ryan Littlea, a distribuira se na streaming usluzi Disney+. Serija je temeljena na liku Marvel Comicsa, Groot, uz kojeg se pojavljuju ostali likovi iz MCU-a. Seriju producira Marvel Studios.
Vin Diesel ponavlja svoju glasovnu ulogu Baby Groota iz ranijih filmova, a u glavnoj ulozi će biti i Bradley Cooper. Serija je najavljena u prosincu 2020., a rad na fotorealističkoj animaciji serije započeto je u kolovozu 2021. godine. U studenom je otkriveno da je timu producenata i Lepore i Littlea otkrivena je tog studenog.
I Am Groot će biti premijerno prikazan s pet kratkih filmova na Disney+-u 10. kolovoza 2022., u sklopu četvrte faze MCU-a. U razvoju je dodatnih pet kratkih filmova koji bi trebali biti objavljeni 2023. godine.

## Radnja
Svaki kratki film prati Baby Groota u odrastanju i u avanturama s novim i neobičnim likovima koji ga dovode u nevolje.

## Pregled serije
| Sezona | Sezona | Epizoda | Datum objavljivanja |
| ------ | ------ | ------- | ------------------- |
|        | 1.     | 5       | 10. kolovoza 2022.  |
|        | 2.     | 5       | 6. rujna 2023.      |

| 1. Groot's First Steps 2. The Little Guy 3. Groot's Pursuit 4. Groot Takes a Bath 5. Magnum Opus | 1. Are You My Groot? 2. Groot Noses Around 3. Groot's Snow Day 4. Groot's Sweet Treat 5. Groot and the Great Prophecy |

## Glumačka postava
- Vin Diesel kao Baby Groot: Član Čuvara Galaksije koji je humanoid nalik stablu.
- Bradley Cooper kao Rocket: Član Čuvara Galaksije koji je genetski modificirani rakun, lovac na ucjene i majstor oružja i vojne taktike.

## Produkcija

### Razvoj
U prosincu 2020. predsjednik Marvel Studija Kevin Feige najavio je seriju I Am Groot. James Gunn potvrdio je u travnju 2021. da će serija biti animirana. Kirsten Lepore najavljena je kao redateljica kratkih filmova tijekom ''Disney+ Day'' događaja u studenom 2021., kada je otkriveno da Ryan Little  piše scenarij za seriju nakon što je to učinio i za televizijsku seriju Marvel Studija What If...?, on je tvorac serije i glavni pisac. I Am Groot sastoji se od pet kratkih filmova, s produkcijom još pet dodatnih kratkih filmova koji su u tijeku od srpnja 2022. Kratke filmove produciraju Marvel Studios' Feige, Louis D'Esposito, Victoria Alonso i Brad Winderbaum, kao i Gunn i Lepore.

### Scenarij
Little i Lepore zajedno su napisali scenarij. U lipnju 2021, VIn Diesel, koji posuđuje glas Grootu u MCU-u, izjavio je da je Feige zbog priče koja će Groota vratiti na njegov rodni planet, "Planet X". Gunn je rekao da serija nije nužno povezana s kontinuitetom filmova Čuvara galaksije ili MCU-a, i da je "kanonska po sebi", što je Joshua Meyer iz "/Filma" usporedio s mockumentarnim kratkim filmovima Team Thor kao "smiješni dio apokrifa koji nije bitan za kontinuitet MCU-a". Lepore, koja je inspiraciju crpila od svog sina, rekla je da serija koristi elemente znanstvene fantastike za istraživanje Grootovih redovitih trenutaka iz djetinjstva.

### Animacija
U kolovozu 2021. počeo je rad na fotorealističnoj animacijii serije.

## Vanjske poveznice
- Službena stranica na marvel.com (engl.)
- Službena stranica na Disney+
- I Am Groot u internetskoj bazi filmova IMDb-a (engl.)